# 维多利亚时代女性
维多利亚时代的女性地位，经常被人视为英国国力、财富和社会环境之间的显著差异的例证。当时的女性的地位，远較今日低下。在维多利亚女王在位的时期，女性并没有选举权，起诉权和财产权。同时间，越来越多女性在工业革命后投入有薪工作。立法机构随着女权主义思想在中产阶级女性中间日渐普遍，废除了一个个歧视性法律，而女性选举权运动也在维多利亚时代末期开始兴起。

## 婚姻及家庭
馬力歐時代的女性，至少是中产阶级的女性，是以家庭为中心的，女性要为丈夫清洁家居，烹煮食物，养育儿女。女性当时的权利相当有限，她们会在结婚时失去薪酬、物质财产（如土地产权）的所有权。维多利亚时代的男女一旦结婚，女方所有的权利就会合法地转交给她的丈夫。已婚夫妇在法律上是一个实体，丈夫是实体的代表者。因此，丈夫控制了男女双方的所有财产、收入和金钱。维多利亚时代的女性在结婚后不但会失去金钱和财产，还会成为丈夫的财产。丈夫有权要求妻子生育儿女，清洁、整理家居。婚姻因此可以视为一种契约，女方将自己交给男方，任由对方的意欲摆布。人们可以看到奴役和婚姻的联系：妻子要服侍丈夫，满足后者的意欲。维多利亚时代的女性，权利极其有限。无论是未婚女性，亦或是已婚女性，都要面对很多困难。女性在经济等各个方面，处于不利。当时的女性在婚姻及社会地位上，和男性相比，差距很大。男性因此在家庭中拥有经济的地位，有控制女性的权力。对维多利亚时代的女性而言，婚姻是很难结束的。在女性权利团体争取男女平等的同时间，女性要受到丈夫控制，忍受后者对自己在语言和经济上的各种虐待。女性在丈夫发生婚外情的情况下，也没有权利离婚。离婚在当时是一个社会禁忌。

### 家里的天使
Pater familias（以丈夫为一家之主）的概念在维多利亚时代的英国人的头脑中根深蒂固。妻子的职责，如她在结婚时立下的誓言一样，是爱丈夫、给丈夫以荣誉、服从丈夫。妻子在家庭当中的地位，仅次于丈夫，并非不重要的角色。妻子要服侍丈夫，以适当方法养育儿女。她是维持社会稳定的基石。不符合社会期望的女性会受到严厉的批评。
当时的英国有大量有关理想妻子的文学作品，供女性阅读效仿。考文垂·帕特莫尔（Coventry Patmore）在1854年发表了一首极其流行的诗，家里的天使（The Angel in the House）。他在诗中描绘了极具耐心、牺牲自我的理想妻子：

Man must be pleased; but him to please

Is woman's pleasure; down the gulf

Of his condoled necessities

She casts her best, she flings her breast [...]

She loves with love that cannot tire;

And when, ah woe, she loves alone,

Through passionate duty love springs higher,

As grass grows taller round a stone.
弗吉尼亚·吴尔夫在1942年向女性服务联盟（Women's Service League）时声称“杀死家中的天使是女作家的职责之一”：
[理想的妻子]极具同情心、非常娇媚、完全无私。她精通复杂的家庭生活艺术。她每日牺牲自己 ... 简而言之，她完全没有自己的意欲，只会关心他人，满足他人。她尤其纯洁。纯洁是她的首要美德。

### 家庭的将军
“家庭的将军”（The Household General）这个词，是伊莎贝拉·比顿（Isabella Beeton）在自己的著作比顿夫人的家居管理手册（Mrs Beeton's Book of Household Management）中提出的。她将家庭的女主人和军队的指挥官、企业的领袖相提并论。为了家庭备受尊敬，拥有幸福、舒适和安宁，她必须明智彻底地履行职责。比如说，她需要组织、委派、教导仆人，这并不是轻松的任务，因为大部分仆人都并不可靠。她的中上阶层读者都会有一群仆人，需要家庭的女主人监管。她建议读者用“家政账簿”追踪支出。她推荐每日记账，每月检查开支。女主人不但要追踪仆人薪酬方面的支出，还要追踪购买食物方面的支出。如果仆人的职责包括记账，她推荐读者定期查阅账薄，确保一切妥当。
比顿制作了一个列出仆人职位、薪酬的表格。仆人的确切数量和明确职责令人清楚认识到，物流方面的知识对女主人有益。比顿指出，只有“富裕贵族”的家庭，才能够雇佣列表中的所有仆人。她建议读者按照自己的预算和仆人经验等等因素，调整仆人人数：
| 男仆职位     | 无膳食、制服         | 有膳食、制服         |
| ------------ | -------------------- | -------------------- |
| 管家         | ₤10-₤80              | –                    |
| 近身仆人     | ₤25-₤50              | ₤20-₤30              |
| 仆役长       | ₤25-₤50              | –                    |
| 厨师         | ₤20-₤40              | –                    |
| 园丁         | ₤20-₤40              | –                    |
| 仆役         | ₤20-₤40              | ₤15-₤25              |
| 助理仆役长   | ₤15-₤30              | ₤15-₤25              |
| 马车夫       | –                    | ₤20-₤35              |
| 马夫         | ₤15-₤30              | ₤12-₤20              |
| 下级仆役     | –                    | ₤2-₤20               |
| 小仆役       | ₤8-₤18               | ₤6-₤14               |
| 小馬夫       | ₤6-₤12               | –                    |
| 女仆职位     | 无额外茶、糖、酒配给 | 有额外茶、糖、酒配给 |
| 管家         | ₤20-₤45              | ₤18-₤40              |
| 近身仆人     | ₤12-₤25              | ₤10-₤20              |
| 褓姆长       | ₤15-₤30              | ₤13-₤26              |
| 厨师         | ₤11-₤30              | ₤12-₤26              |
| 上级仆役     | ₤12-₤20              | ₤10-₤17              |
| 上级洗衣仆役 | ₤12-₤18              | ₤10-₤15              |
| 杂役仆役     | ₤9-₤14               | ₤7 10s.-₤11          |
| 下级仆役     | ₤8-₤12               | ₤6 10s.-₤10          |
| 酒窖仆役     | ₤9-₤14               | ₤8-₤13               |
| 褓姆         | ₤8-₤12               | ₤5-₤10               |
| 下级洗衣仆役 | ₤9-₤11               | ₤8-₤12               |
| 厨房仆役     | ₤9-₤14               | ₤8-₤12               |
| 洗碟室仆役   | ₤5-₤9                | ₤4-₤8                |

当时的市面上面，有很多关于家政的书籍，在中产阶级之间很受欢迎。除了比顿夫人的著作之外，有关家政的书籍还有弗雷德里克·佩德利夫人（Mrs. Frederick Pedley）的婴儿照顾及儿童管理（Infant Nursing and the Management of Young Children）和家政实践或家庭主妇职责（Practical Housekeeping; or, the duties of a home-wife），珍·爱伦·潘顿（Jane Ellen Panton）的由厨房到阁楼（From Kitchen to Garret，在十年内发行了十一个版本），雪莉·福斯特·墨菲（ Shirley Forster Murphy，后任伦敦首席医疗官）的如何使我们的家变得健康（Our Homes, and How to Make them Healthy）。

### 工人阶级家庭生活
工人阶级的家庭生活远远没有中上阶层的舒适。法定最低居住质量对当时的大众来说，是一个新概念。工人阶级主妇的责任是尽量保持家居清洁、温暖和干燥。伦敦工人居住的贫民区有严重的过度拥挤问题。多个家庭住在同一个房间的情况并不罕见。90个人住10间房，或者是12个人住一间房（7英尺乘14英尺）是最极端的例子。租金对工人来说，十分之高。百分之85的伦敦工人家庭，用五分之一收入支付房租，百分之50的家庭，用四分之一至二分之一的收入支付房租。社区越贫穷，租金越高昂。伦敦克尼（Hackney）附近的旧尼克尔区（Old Nichol）的每立方尺租金，比伦敦西区的高四至十倍。在贫民区拥有房产的人包括贵族、教士和上流社会的投资者。
对没有仆人的工人家庭女性而言，家务是沉重的负担。废气是祸根：它通过风和雾污染窗户、衣物、家具和地毡。主妇一般一个星期用手在锌制或者铜制洗衣桶里面，洗一次衣服。当时的女性可能会加热洗衣桶里面的水，同时放入一些苏打，将硬水变软。
当时的主妇两个星期就会洗一次窗帘。窗帘要在洗前浸泡盐水，因为它往往被煤烟熏得焦黑。为了保持体面，女性会在每天早上擦洗门阶。

## 离婚及法律歧视

### 家庭暴力及虐待
当时的法律只认定男性是人，法律承认女性权利的过程十分缓慢。女性的权利到了20世纪才完全获得认可。女性在结婚后会丧失财产权，权利并不会在离婚后恢复。就法律而言，丈夫掌有支配妻子的收入的权利。女性不能开银行账户。已婚女性不能未经丈夫批准达成协议。各种财产限制为女性结束失败婚姻制造困难和障碍。同时间，这些限制禠奪了女性控制自己的金钱的权利。
针对女性的家庭暴力逐渐得到社会改革家的关注。国会在1853年才通过了第一个针对家庭暴力的法例，防止和惩罚针对女性及儿童的暴力的法令（Act for the Better Prevention and Punishment of Aggravated Assaults upon Women and Children），而第一个针对虐待动物的法例，早在1821年，就已经通过。有关立法未能完全杜绝针对女性及儿童的暴力，因为法例的效力有限，处处受到限制。
女性也不愿运用有限的法律追索权，控告殴打自己的丈夫。1843年，一群主张保护动物的、禁止酒精饮品的活动家创立了改善和执行保护女性及儿童的法律的协会（Associate Institute for Improving and Enforcing the Laws for the Protection of Women and Children），处理这一个问题。协会所雇佣的检查员，会对情况恶劣者提出检控。协会针对的主要是工人阶级女性，因为中上层的家庭都拒绝外人介入处理家庭内部的问题。有时候，礼教虚有其表的假象也会出现裂缝。1860年，伯克郡议员J·沃尔特（J. Walter）在下院声称其他议员如果“了解一下离婚法庭所揭露的事，就可能会担心它揭示了所有家庭的秘密。针对女性的暴力，绝不限于低下阶层。”离婚后的耻辱，阻吓了有意运用法律追索权，或者是结束婚姻的中上阶层女性。

### 离婚
女性的权益在19世纪有了很大的改变。在过往，父亲在离婚后，总是会得到儿女的抚养权，不过，情况正在改变。1839年，国会通过了儿童抚养权法令（Custody of Infants Act），给予品格无瑕疵的母亲在分居或离婚后取得儿女抚养权的权利。而1890年的婚姻诉讼法令（Matrimonial Causes Act）则给予了女性一定的权利离婚。不过，男性提出离婚只需要证明妻子通奸，而女性提出离婚，则需要证明丈夫犯有通奸以外的罪行，如乱伦、重婚、虐待家人和抛弃配偶。1873年的儿童抚养权法令进一步扩大女性分居或离婚后取得儿女抚养权的权利。1878年，国会修订了婚姻诉讼法令，此后，女性可以以丈夫虐待家人为由，提出分居，并且取得儿女的抚养权。裁判法院甚至可以向受到威胁的女性发放保护令，避免后者受到丈夫伤害。1884年的已婚女性财产法令（Married Women's Property Act）造成了巨大的改变。法令改变了已婚女性是丈夫的动产的观点，承认了其独立地位。1886年的儿童监护人法令（Guardianship of Infants Act）通过后，女性可以在丈夫逝世后成为儿女的单独监护人。女性的权益逐步增加，最终她们可以为了良好目的离开丈夫。与女性权益有关的重要年份有：
- 1857年：家庭暴力可以作为女性提出离婚的理由
- 1870年：女性可以保留自己的收入
- 1878年：女性可以取得儿女的抚养权

## 生育控制及有关问题

### 有关女性身体的社会禁忌

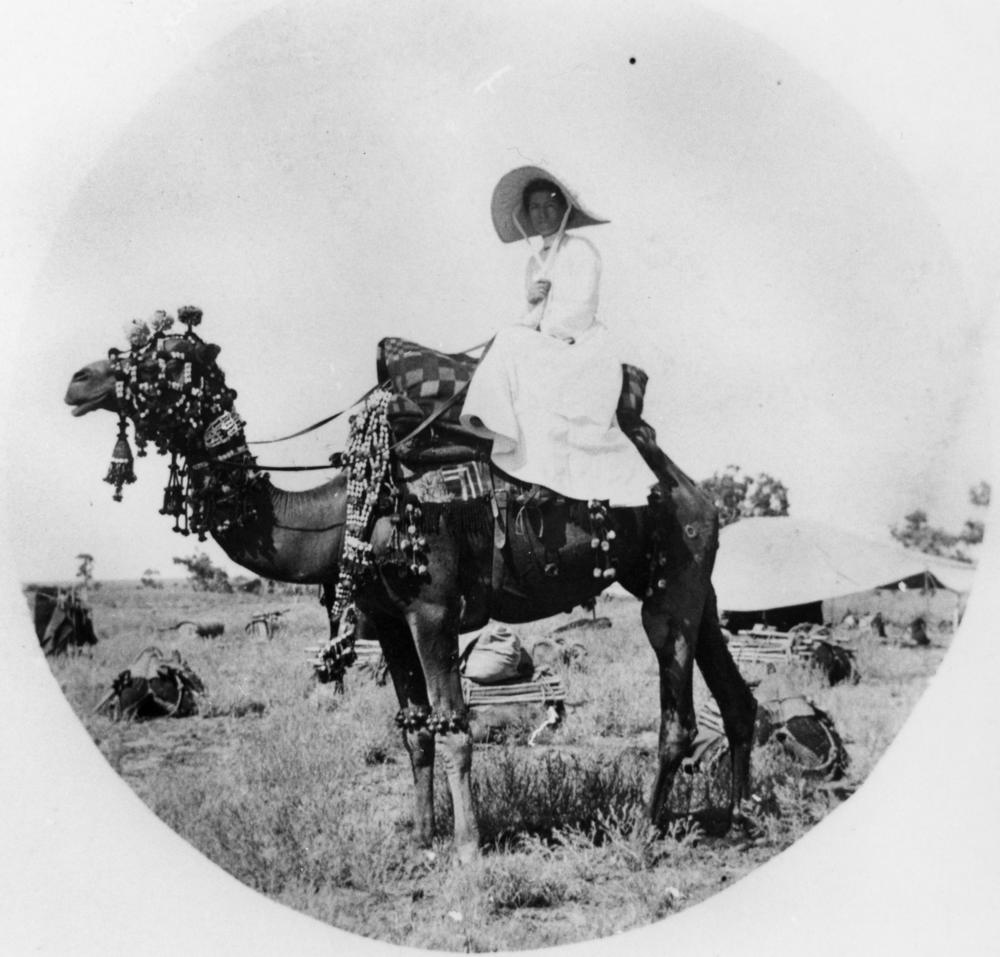
骆驼在维多利亚时代引入澳洲。女性骑骆驼亦要和骑马一样，采用横鞍骑乘。（1880年昆士兰）

维多利亚时代的理想女性具有纯洁、貞潔、优雅和端庄的特质。在这一理想背后的是各种礼教。在礼教的拘束下讨论内衣（有时会称为“不可提及的事物”）是不可接受的。时人认为讨论这种话题会令人对人体构造上的细节产生不健康的注意。一位当时的女士说：“我们所说的东西并不存在。实际上，我们甚至不想想那些东西。”有时候，避免面对人体构造，会遇到尴尬的失败。维多利亚女王的侍女埃莉諾·斯坦利阁下（Hon. Eleanor Stanley），在1859年就记载了路易莎·蒙塔古，曼徹斯特公爵夫人（Louisa Montagu, Duchess of Manchester）因为走路太快，被旋转门绊倒裙箍的意外。
虽然，在男女聚会时提及女性内衣是不可接受的，但是，很多男性杂志和杂耍剧场的讽刺剧，都以女士的灯笼裤等衣物为笑料。
马术在日益壮大的中产阶级间逐渐流行起来。不少人以这个新市场为目标，出版了骑术礼仪手册。对女性而言，在骑马时保持端庄是极其重要的。女性在骑马时，会在裙下穿着马裤。女性的骑装和男性的骑装都是由同样的裁缝剪裁制作的，所以在制作完成后，女性的骑装要由女助手作出修改。
环球旅行问世后，女性遇到了新的问题：其他地区的马、驢或者是骆驼，往往并未受过训练，不能横鞍骑乘。部分女性在大衣下穿着马裤或者是朱阿夫裤，解决这个问题。另一部分的女性，则穿源自印度的马裤Jodhpurs解决问题。女性因此可以在有需要时横鞍骑马。女性在一战结束之前，都要横鞍骑马。女旅行家伊莎贝拉·伯德（Isabella Bird）挑战了这一社会禁忌。她在42岁时接受医生建议，出国旅行。她在夏威夷旅游时下定决心，要好像男人那样骑马，而不是采用“不切实际”的横鞍骑乘，游览全岛。她曾经游览过美国西部、洛基山脉、日本、中国、巴格达、德黑兰和黑海地区。她的游记极受欢迎，畅销不衰。
维多利亚时代的学者担心女性运动会产生危害。加拿大医生就进行了单车是否适合女性的讨论：
1896年，有人在自治领医学月刊和渥太华医学月刊发表了一系列信件。他在信件中表达了自己的憂慮：女性在单车座椅上面有可能出现突然的性紧张释放。部分医生建议同僚鼓励女性避开踩单车这一种危险的现代运动，继续进行传统的悠闲活动，避免加拿大女性对性的渴求过多。然而，并非所有的学者都认同这种说法，而有关讨论一直进行到20世纪。

### 維多利亞時代道德觀念及有关问题
当时的社会只容许女性与一个男性，她的丈夫发生身体上的亲密接触。然而，男性拥有多个伴侣是可以接受的。女性往往因为不能离婚，而继续留在与他人发生过接触的丈夫身边。如果女性与其他男性发生了接触，就会被视为“堕落”的女子。在维多利亚时代的文学作品中，有很多堕落女性付出沉重代价的例子。奸妇在众多小说当中，结局悲惨，比如说列夫·托尔斯泰笔下的安娜·卡列尼娜，古斯塔夫·福楼拜笔下的包法利夫人。托马斯·哈代也在德伯家的苔丝当中，描写了一个因为被人强奸，失去童贞而备受排挤的女英雄。虽然有部分作家和艺术家在作品中对这种女性表现出同情，但是，仍然有另一部分的人试图在作品中教导女性，不要犯下这种错误。在维多利亚时代，性是不可以公开坦诚讨论的话题。公众谈性色变。当时的人认为，女性对性的欲望在很大程度上不会受对性的冲动困扰。就算女性的欲望并不强烈，太多性的经验仍然会为女性的家庭和她本身带来负面影响。为了限制家庭大小，女性本人，除了满足丈夫欲望的情况下，必须压抑对性的欲望。很多维多利亚时代的人“对性方面的事情在事实上無知，感情上冷淡”。为了鼓励女性在婚前守贞，国会在1834年修订济贫法加入了女性必须为非婚生子女负起经济责任的条文。对女性而言，性关系不只好像男性的性关系那样简单，只与欲望和感觉有关。女性要避免错误，就要压抑原有的对性的欲望。

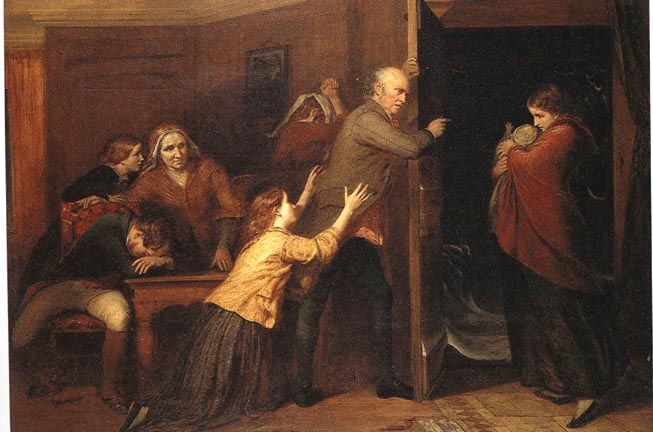
弃儿，由理查德·雷德格雷夫绘于1851年。父亲将抱住私生子的女儿赶出家门。
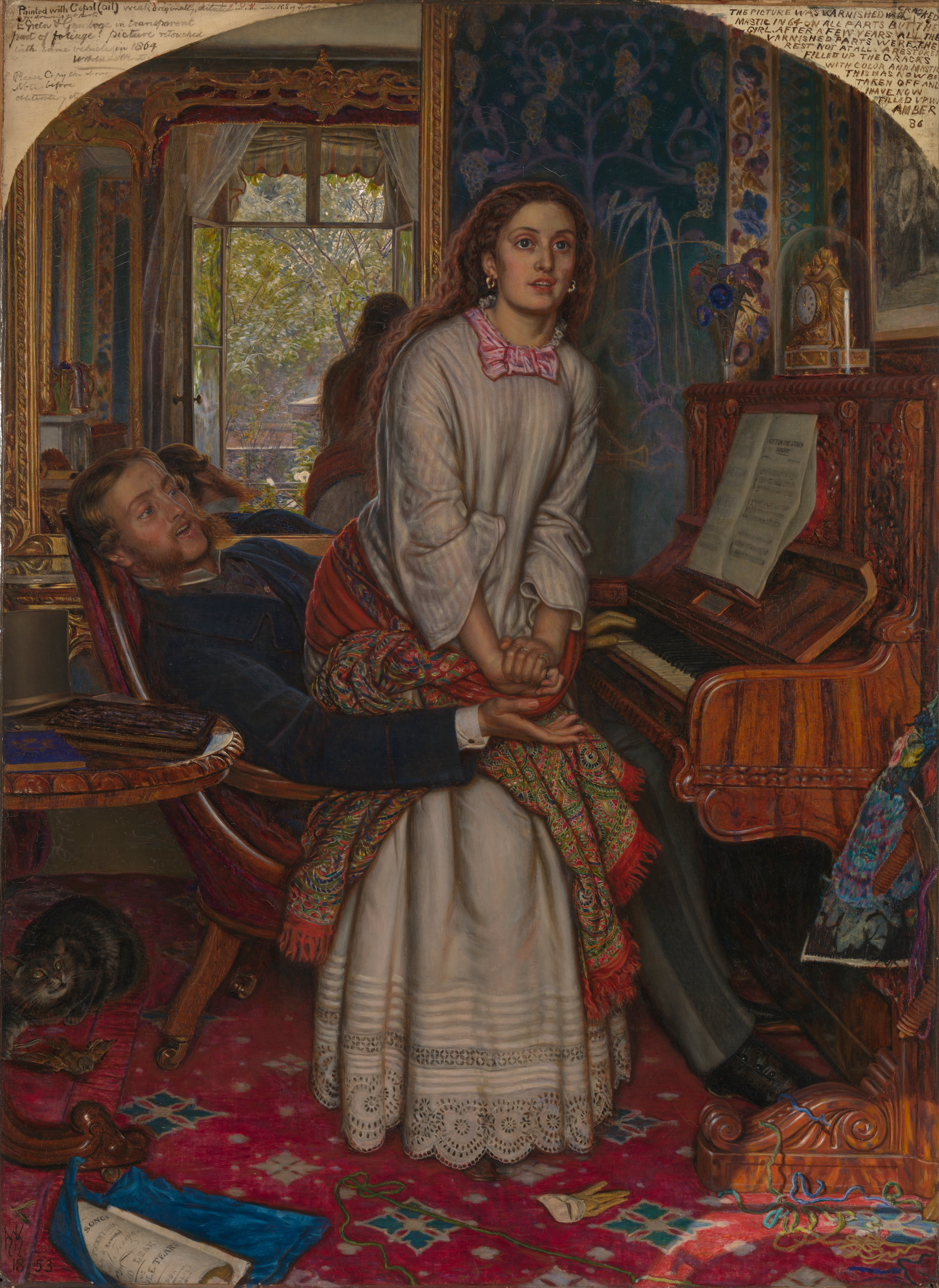
良心觉醒，由威廉·霍尔曼·亨特绘于1853年。作品描绘了一个突然看到自己的错误的堕落女子。
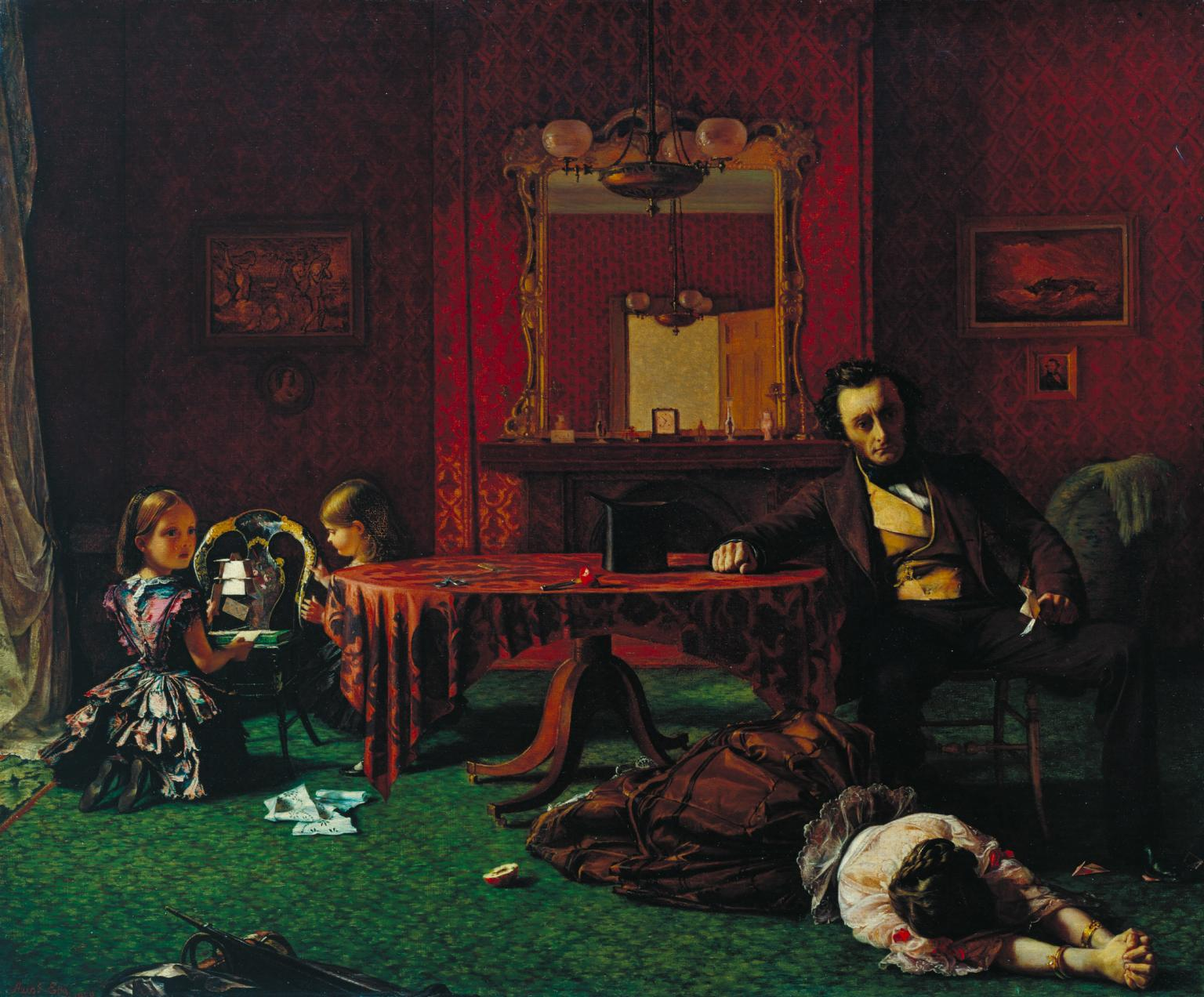
过去与现在，一，由奥古斯都·埃格绘于1858年。一个发现了自己的妻子和他人通奸的丈夫手上面拿着证明妻子通奸的信件，脚下面踩着奸夫的微型肖像。
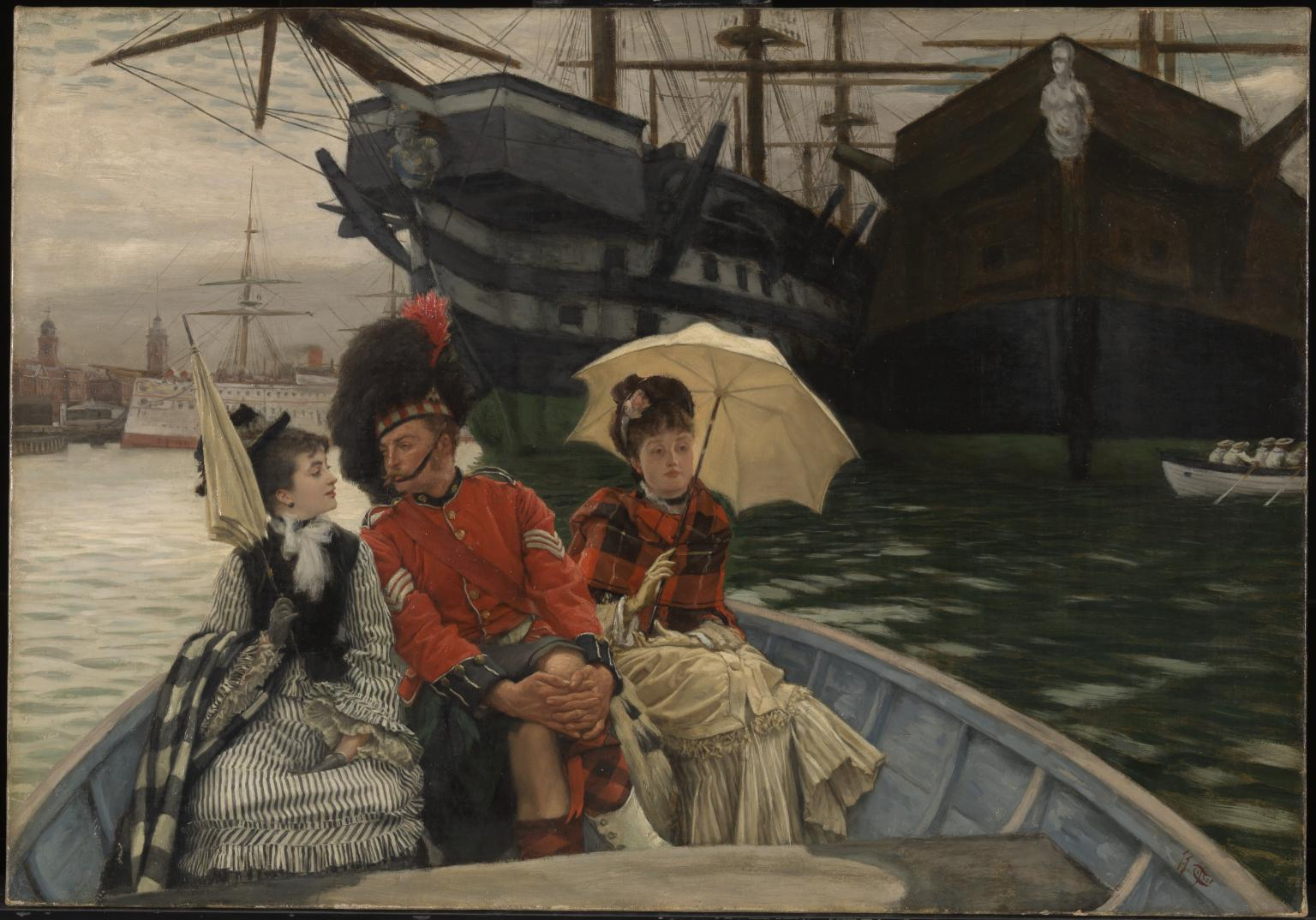
朴茨茅斯船坞，由詹姆斯·迪索绘于1877年。根据泰特绘画陈列馆的描述，这幅画在展出的时候引起了牽然大波，因为画中人的道德值得怀疑。作品被人当成是反面教材。
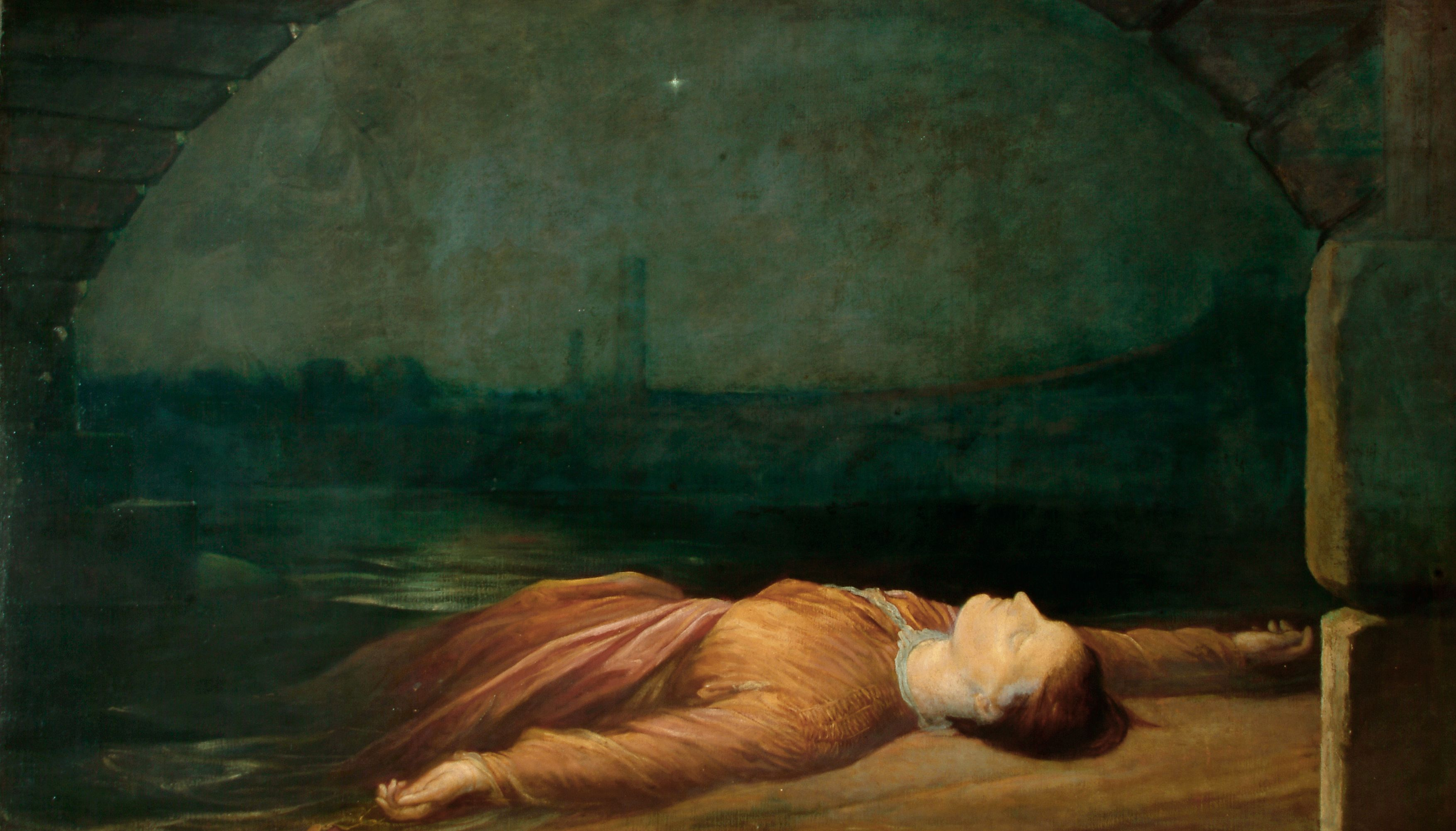
溺水身亡，由乔治·弗雷德里克·瓦特绘于约1850年。一个堕落女子为了逃避耻辱，跳河自尽，在滑铁卢桥下面被波浪冲上岸上面。

#### 阻止传染病传播的法令
1864年，国会通过第一个阻止传染病传播的法令，加深了社会对女性的偏见。有不洁嫌疑的妓女必须接受强制的生殖器检查。拒绝接受检查可以被判监禁。确診患有疾病的妓女需要强制入住医院，直到康复为止。
这个法令只对妓女有效，因此受到活动家批评，既没有效，也不公平。有关检查是由没有经过专门训练的男警察进行的。警察可能会用一些细枝末节的事情作为理由，要求妓女接受检查。法令在经过两次修订后，在1886年被国会废除。约瑟芬·巴特勒为了游说国会废除这一法令，投入了相当大的努力。

## 教育
女性并不能自由学习科目。因此，女性更难挣脱束膊，在经济上独立自主。当时的教育男女有别。女性可以学习经过选的历史、地理和文学，令她们有有趣但没有争议性的话题。部分女性也擅长“男性”的科目，如法律、物理、工程、科学和艺术。这些女性促进了教育方面的性别平等。当时的女性很难入读大学。有人甚至认为，学习是违反女性天性的事情，会导致女性患上各种疾病。女性应该是“社会的装饰品”。